# Orestias (orquídea)
Orestias é um género botânico pertencente à família das orquídeas (Orchidaceae).